# Кубок Запорізької області з футболу
Кубок Запорізької області з футболу — обласні футбольні змагання серед аматорських команд. Проводиться під егідою Федерації футболу Запорізької області.

## Усі переможці
| Сезон   | Володар                                      | Фіналіст                         | Рахунок             |
| ------- | -------------------------------------------- | -------------------------------- | ------------------- |
| 1939    | «Локомотив» (м. Запоріжжя)                   |                                  |                     |
| 1940    | «Локомотив» (м. Запоріжжя)                   |                                  |                     |
| 1945    | «Локомотив» (м. Запоріжжя)                   |                                  |                     |
| 1946    | «Більшовик» (м. Запоріжжя)                   |                                  |                     |
| 1947    | «Більшовик» (м. Запоріжжя)                   |                                  |                     |
| 1948    | «Буревісник» (Машинобудівник) (м. Запоріжжя) | «Машинобудівник» (м. Мелітополь) | +:-                 |
| 1949    | «Трактор» (м. Осипенко)                      |                                  |                     |
| 1950    | «Трактор» (м. Осипенко)                      |                                  |                     |
| 1951    | «Металург» (м. Запоріжжя)                    |                                  |                     |
| 1952    | «Металург» (м. Запоріжжя)                    |                                  |                     |
| 1953    | «Машинобудівник» (м. Запоріжжя)              |                                  |                     |
| 1954    | «Машинобудівник» (м. Запоріжжя)              |                                  |                     |
| 1955    | «Трактор» (м. Осипенко)                      | ДЕЗ (м. Запоріжжя)               | 1:1 (д. ч.), 1:0    |
| 1956    |                                              |                                  |                     |
| 1957    | «Машинобудівник» (м. Запоріжжя)              |                                  |                     |
| 1958    | ДЕЗ (м. Запоріжжя)                           |                                  |                     |
| 1959    | «Машинобудівник» (м. Запоріжжя)              |                                  |                     |
| 1960    | «Буревісник» (м. Мелітополь)                 | «Машинобудівник» (м. Запоріжжя)  | 4:0                 |
| 1961    | «Буревісник» (м. Мелітополь)                 |                                  |                     |
| 1962    | «Буревісник» (м. Мелітополь)                 |                                  |                     |
| 1963    | «Стріла» (м. Запоріжжя)                      | «Трансформатор» (м. Запоріжжя)   |                     |
| 1964    | «Титан» (м. Запоріжжя)                       | «Трансформатор» (м. Запоріжжя)   |                     |
| 1965    | «Титан» (м. Запоріжжя)                       | «Авангард» (м. Токмак)           | 1:0                 |
| 1966    | «Титан» (м. Запоріжжя)                       |                                  |                     |
| 1967    | «Стріла» (м. Запоріжжя)                      |                                  |                     |
| 1968    | «Авангард» (м. Мелітополь)                   |                                  |                     |
| 1969    | «Титан» (м. Запоріжжя)                       |                                  |                     |
| 1970    | «Гірник» (м. Дніпрорудне)                    |                                  |                     |
| 1971    | «Гірник» (м. Дніпрорудне)                    |                                  |                     |
| 1972    | «Гірник» (м. Дніпрорудне)                    |                                  |                     |
| 1973    | «Гірник» (м. Дніпрорудне)                    |                                  |                     |
| 1974    | «Стріла» (м. Запоріжжя)                      |                                  |                     |
| 1975    | «Стріла» (м. Запоріжжя)                      | «Трансформатор» (м. Запоріжжя)   | 1:0                 |
| 1976    | «Трансформатор» (м. Запоріжжя)               |                                  |                     |
| 1977    | «Азовець» (м. Бердянськ)                     | «Старт» (м. Запоріжжя)           | 3:1 (д. ч.)         |
| 1978    | «Трансформатор» (м. Запоріжжя)               | «Титан» (м. Запоріжжя)           | 3:0                 |
| 1979    | «Старт» (м. Запоріжжя)                       | «Дизеліст» (м. Токмак)           | 2:1                 |
| 1980    | «Трансформатор» (м. Запоріжжя)               | «Автомобіліст» (м. Запоріжжя)    | 3:1                 |
| 1981    | «Автомобіліст» (м. Запоріжжя)                | «Трансформатор» (м. Запоріжжя)   | 1:0                 |
| 1982    | «Старт» (м. Запоріжжя)                       |                                  |                     |
| 1983    | «Торпедо» (м. Запоріжжя)                     | «Торпедо» (м. Мелітополь)        | 3:0                 |
| 1984    | «Торпедо» (м. Запоріжжя)                     | «Трансформатор» (м. Запоріжжя)   | 1:0                 |
| 1985    | «Трансформатор» (м. Запоріжжя)               |                                  |                     |
| 1986    | «Трансформатор» (м. Запоріжжя)               | «Орбіта» (м. Запоріжжя)          | 2:1                 |
| 1987    | «Трансформатор» (м. Запоріжжя)               |                                  |                     |
| 1988    | «Олімпієць» (м. Приморськ)                   |                                  |                     |
| 1989    | «Орбіта» (м. Запоріжжя)                      | «Гірник» (м. Дніпрорудне)        | 2:0                 |
| 1990    | «Орбіта» (м. Запоріжжя)                      |                                  |                     |
| 1991    | «Орбіта» (м. Запоріжжя)                      |                                  |                     |
| 1992    | «Торпедо» (м. Мелітополь)                    | «Орсільмаш» (м. Оріхів)          | 3:0                 |
| 1992/93 |                                              |                                  |                     |
| 1993/94 |                                              |                                  |                     |
| 1994/95 | «Енергія» (м. Бердянськ)                     |                                  |                     |
| 1995/96 |                                              |                                  |                     |
| 1996/97 | «Даліс» (смт Комишуваха)                     | «ЗалК» (м. Запоріжжя)            |                     |
| 1997/98 | «Мотор-Січ» (м. Запоріжжя)                   | «ЗалК» (м. Запоріжжя)            |                     |
| 1999    | «ЗалК» (м. Запоріжжя)                        | «Таврія» (Новомиколаївка)        | 2:0                 |
| 2000    | «ЗалК» (м. Запоріжжя)                        | «Таврія» (Новомиколаївка)        | 4:0                 |
| 2001    | «ЗалК» (м. Запоріжжя)                        | «Мотор-Січ» (м. Запоріжжя)       |                     |
| 2002    | «Мотор-Січ» (м. Запоріжжя)                   | «ЗалК» (м. Запоріжжя)            |                     |
| 2003    | «Спартак-ЗІГМУ» (м. Запоріжжя)               | «ЗалК» (м. Запоріжжя)            |                     |
| 2004    | «Спартак-ЗІГМУ» (м. Запоріжжя)               | «Олімпія» (смт Комишуваха)       |                     |
| 2005    |                                              |                                  |                     |
| 2006    |                                              |                                  |                     |
| 2007    | «Ілліч-Осипенко» (с. Осипенко)               | «Таврія» (Новомиколаївка)        | 1:1, 1:1 (пен. 5:4) |
| 2008    | «Ілліч-Осипенко» (с. Осипенко)               | ФК «Петрівка» (с. Петрівка)      | 2:0, 1:1            |
| 2009    |                                              |                                  |                     |
| 2010    | «Ілліч-Осипенко» (с. Осипенко)               | «Ольвія» (смт Нововасилівка)     | 8:3                 |
| 2011    | «Мелітопольська черешня» (м. Мелітополь)     | «Мотор-Січ» (м. Запоріжжя)       | 3:1                 |
| 2012    | ФК «Бердянськ» (м. Бердянськ)                | «Мотор-Січ» (м. Запоріжжя)       | 2:1                 |
| 2013    | «Вектор» (Богатирівка)                       | ФК «Бердянськ» (м. Бердянськ)    | 0:0 (пен. 4:2)      |
| 2014    | «Вектор» (Богатирівка)                       | «Мотор» (м. Запоріжжя)           | 2:1                 |
| 2015    | «Таврія-Скіф» (Роздол)                       | «Вектор» (Богатирівка)           | 3:0                 |
| 2016    | «Таврія-Скіф» (Роздол)                       | «Мотор» (м. Запоріжжя)           | 2:0                 |
| 2017    | не проводився                                | не проводився                    | не проводився       |
| 2018    | не проводився                                | не проводився                    | не проводився       |
| 2019    | не проводився                                | не проводився                    | не проводився       |
| 2020    | «Таврія-Скіф» (Роздол)                       | ФК «Запоріжжя» (м. Запоріжжя)    | 2:0                 |